# 1948 en basket-ball
Chronologie du basket-ball
1947 en basket-ball - 1948 en basket-ball - 1949 en basket-ball
Les faits marquants de l'année 1948 en basket-ball :

## Récapitulatifs des principaux vainqueurs de compétitions 1947-1948

### Masculins
| Europe - France : Union athlétique de Marseille. - Grèce : non disputé. - Italie : Virtus Bologne. - URSS : MBK Dynamo Moscou. - Yougoslavie : Étoile rouge de Belgrade. | Amériques - Basketball Association of America : Baltimore Bullets. | Afrique, Asie, Océanie |

### Féminines
| Europe - Espagne : non disputé (création en 1964). - France : AS Strasbourg. - Grèce : non disputé (création en 1968). - Italie : Bernocchi Legnano. | Amériques | Afrique, Asie, Océanie |

## Août
- Jeux olympiques : États-Unis.

## Liens